# Adam Harper

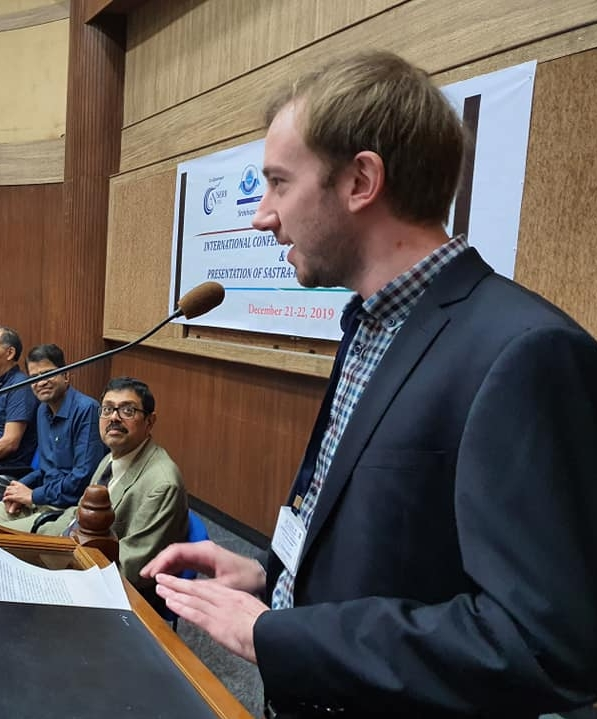
Adam Harper

Adam James Harper (* in Lowestoft) ist ein britischer Mathematiker, der sich mit analytischer und probabilistischer Zahlentheorie befasst.

## Karriere
Harper studierte an der University of Oxford (Exeter College), wobei er den Oxford Junior Mathematics Prize gewann, und wurde 2012 an der University of Cambridge bei Ben Green promoviert (Some topics in analytic and probabilistic number theory).  In Cambridge gewann er den Smith-Preis. Als Post-Doktorand war er am CRM in Montreal bei Andrew Granville und anschließend 2013 bis 2016 Research Fellow am Jesus College der Universität Cambridge. Er ist Assistant Professor an der University of Warwick.
2018 war er Simons Gastprofessor am CRM in Montreal.

## Werk
Er befasste sich mit der Riemannschen Zetafunktion und ihrem Verhalten auf der kritischen Geraden, zufälligen multiplikativen zahlentheoretischen Funktionen, Gleichungen für S-Einheiten, glatten Zahlen und dem großen Sieb. Noch als Student widerlegte er eine lange bestehende Vermutung, dass Summen von zufälligen multiplikativen zahlentheoretischen Funktionen (wobei die Summe über die ganzen Zahlen in einem großen Intervall von 1 bis x geht) normalverteilt wären. Zuvor war bekannt (Bob Hough), dass sie normalverteilt sind, falls die Summe über ganze Zahlen mit fester Anzahl k von Primfaktoren geht. Nach Harper trifft dies auch noch zu, falls k klein gegen {\displaystyle \ln \ln x} ist, allerdings haben fast alle Zahlen in dem Intervall [1,x ] um die {\displaystyle \ln \ln x} Primfaktoren. Ist k von der Größenordnung {\displaystyle \ln \ln x} ist die Summe nicht normalverteilt.
Harper bewies unter Annahme der Riemannvermutung eine von Jonathan P. Keating und Nina Snaith vermutete asymptotische Formel für höhere Momente der Riemannschen Zetafunktion auf der kritischen Geraden, also für
{\displaystyle \int _{0}^{T}{|\zeta ({\frac {1}{2}}+it)|}^{2k}dt}
Die Richtigkeit der Formel für k=1,2 war schon zuvor bekannt, die Frage für höhere k aber offen. Harper betrachtete den allgemeinen Fall und bewies die korrekte Schranke (nach Vorarbeit von K. Soundararajan, der die Schranke nur „fast“ bewies). Ihm gelang auch ein bedeutender Fortschritt bei einer Vermutung von Hiary, Fyodorov und Keating über die asymptotische Form des Maximalwerts der Riemannschen Zetafunktion auf der kritischen Geraden auf fast allen Intervallen der Länge 1.
Von ihm stammen auch tiefliegende Resultate über Gleichungen für S-Einheiten, das heißt Gleichungen der Form {\displaystyle a+1=b} mit den Primfaktoren für {\displaystyle a,b} aus einer endlichen Menge S. Speziell betrachtete er solche Gleichungen für glatte Zahlen.
Von Harper die bisher stärksten Resultate bezüglich der Verteilung von glatten Zahlen in arithmetischen Folgen (Analogon des Satzes von Bombieri und Winogradow für glatte Zahlen statt für Primzahlen). Weitere Resultate betreffen das Primzahlrennen von Daniel Shanks und Alfréd Rényi. Er trug zum neuartigen Zugang zur analytischen Zahlentheorie von Andrew Granville und K. Soundararajan bei (prätentiöser Zugang, englisch pretentious approach), indem er einen neuen Beweis des zugrundeliegenden Satzes von Gábor Halász über die obere Schranke von Mittelwerten multiplikativer zahlentheoretischer Funktionen gab.

## Ehrungen und Mitgliedschaften
2019 erhielt Harper den SASTRA Ramanujan Prize. Für 2020 wurde ihm ein Whitehead-Preis der London Mathematical Society zugesprochen.